# Norma Croker
Norma Croker, eller Norma Croker Fleming, född 11 september 1934 i Brisbane, död 21 augusti 2019 i Brisbane, var en australisk friidrottare.
Croker blev olympisk mästare på 4 x 100 meter vid olympiska sommarspelen 1956 i Melbourne.